# سیارک ۲۵۶۷۰
سیارک ۲۵۶۷۰ (به انگلیسی: 25670 Densley، نامگذاری:2000AT95)۲۵۶۷۰مین سیارک کشف شده است که در ۰۴ ژانویه ۲۰۰۰ کشف شد.
قدرمطلق این سیارک ۱۴٫۴ است.